# Tahia Halim
Tahia Halim, (in arabo تحية حليم‎?, o Taheya Halim (Sudan, 9 settembre 1919 – Il Cairo, 24 maggio 2003), è stata una pittrice e artista egiziana.

## Biografia
Tahia Halim (1919-2003) è una delle pioniere del movimento espressionista egiziano degli anni '60. I suoi dipinti naïf raccontano la natura contadina ed il folclore egiziani, la Nubia ed il Nilo. Nell'arco della sua lunga carriera artistica ha partecipato a numerose mostre, tra le più prestigiose: il Salone del Cairo dal 1943, la Biennale di São Paolo del 1954, variate partecipazioni alla Biennale di Venezia e nel 1957 al Gogen Haiem di New York. Ha ricevuto numerosi riconoscimenti onorari in Egitto e all'estero.